# Карліс Сталте
Карліс Сталте (лів. Kōrli Stalte; латис. Kārlis Stalte; *10 серпня 1870, Мазірбе — †12 грудня 1947, Німеччина) — учитель, церковний паламар, органіст, поет і публіцист. Найактивніший лівський письменник, громадський і культурний діяч.

## Біографія
Народився в лівській сім'ї в селі Мазірбе. Закінчив Ризьку губернську гімназію. Працював чиновником в Ризі і в Лієпаї і вчителем в Дундага і Мазірбе. Сталте був учителем лівської мови в Ліелірбе. Був церковним паламарем в Мазірбе. У 1922 заснував лівський народний хор. У 1933-1939 був редактором лівської щомісячної газети «Līvli». У 1939 з дружиною переїхав до Берліна. Помер в 1947. Похований в Німеччині.

## Письменницька діяльність
Розпочав свою письменницьку діяльність з 1919. За підтримки наукових і церковних організацій Фінляндії та Естонії почали видаватися вірші лівських поетів, в тому числі і Сталте. Він є першим автором підручника з лівської мови. Сталте публікувався в різних книжкових виданнях, календарях, в газеті «Līvli». 1924-го в Таллінні був виданий перший збірник віршів Сталте «Līvõ lōlõd», який є єдиним окремим збірником віршів лівського поета. Збірник був об'ємом в 24 аркуша і включав 28 віршів.
Сталте був одним з найкращих лівських перекладачів (перекладав як на німецьку, так і на латвійську мову), зокрема він переклав на лівську мову «Новий Завіт». Двома роками пізніше написав пісенну книгу «Līvlist vaimli loulrāntõz» лівською мовою. Був одним із співавторів і редактором лівсько-німецького словника автора Лаурі Кеттунена. Сталте автор слів лівського гімну «Min izāmō».
Поезія Сталте дуже багатогранна. Він починав з простих творів, але вже у віршах пізнього періоду зібрані різні жанри, в тому числі і сонети. Віршована спадщина Сталте величезна. Хоч і не всі текстуальні експерименти були вдалими, загалом його розглядають як кваліфікованого поета.